# Pelochares sulciger
Pelochares sulciger är en skalbaggsart som beskrevs av Champion 1923. Pelochares sulciger ingår i släktet Pelochares och familjen lerstrandbaggar. Inga underarter finns listade i Catalogue of Life.